# Музей історії міста Барселони
Музей історії міста Барселона (кат. Museu d Història de la Ciutat Barcelona (MHCB)) — музей, присвячений історії міста Барселона.

## Історія

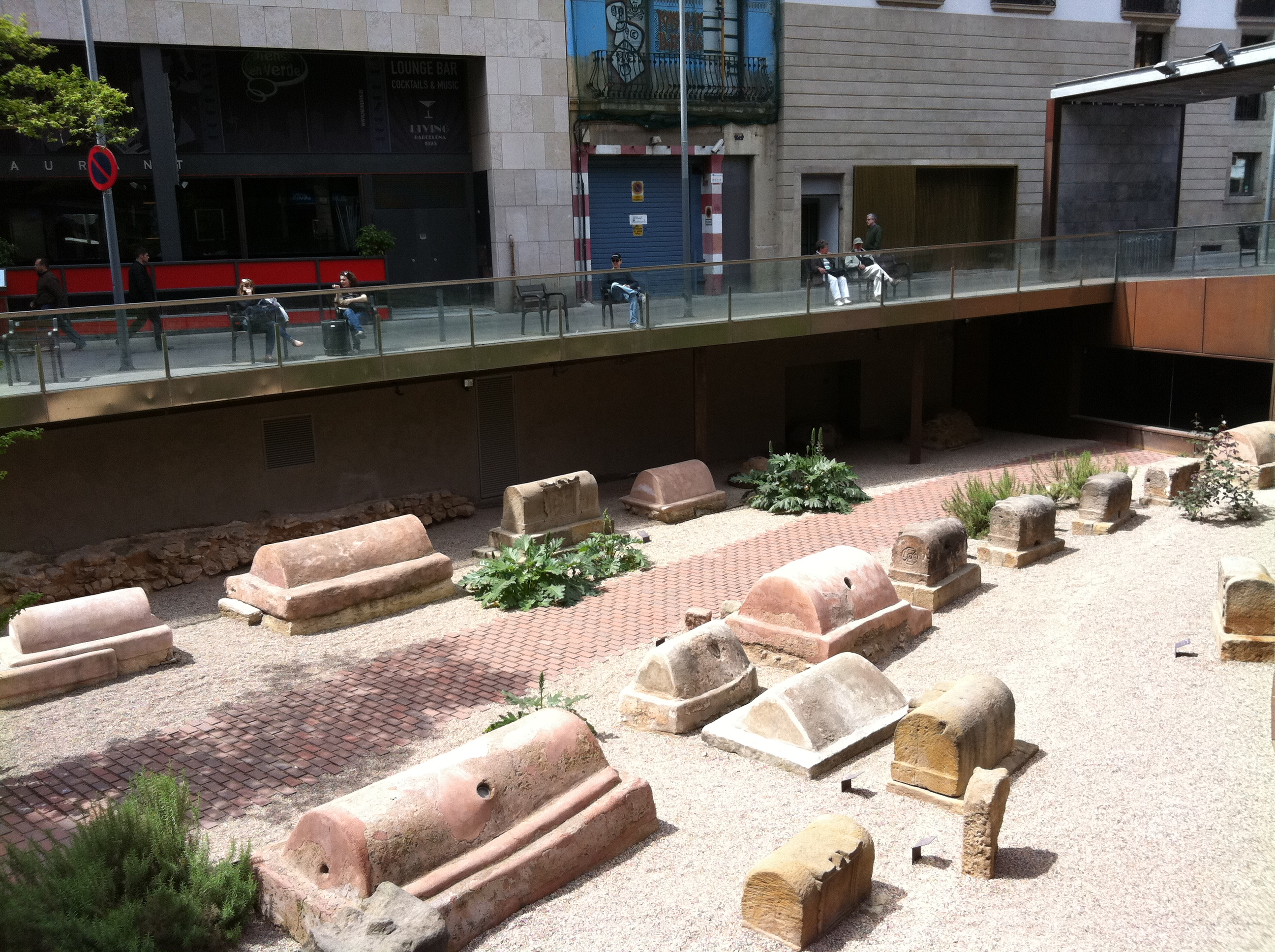
Поховання давньоримської доби

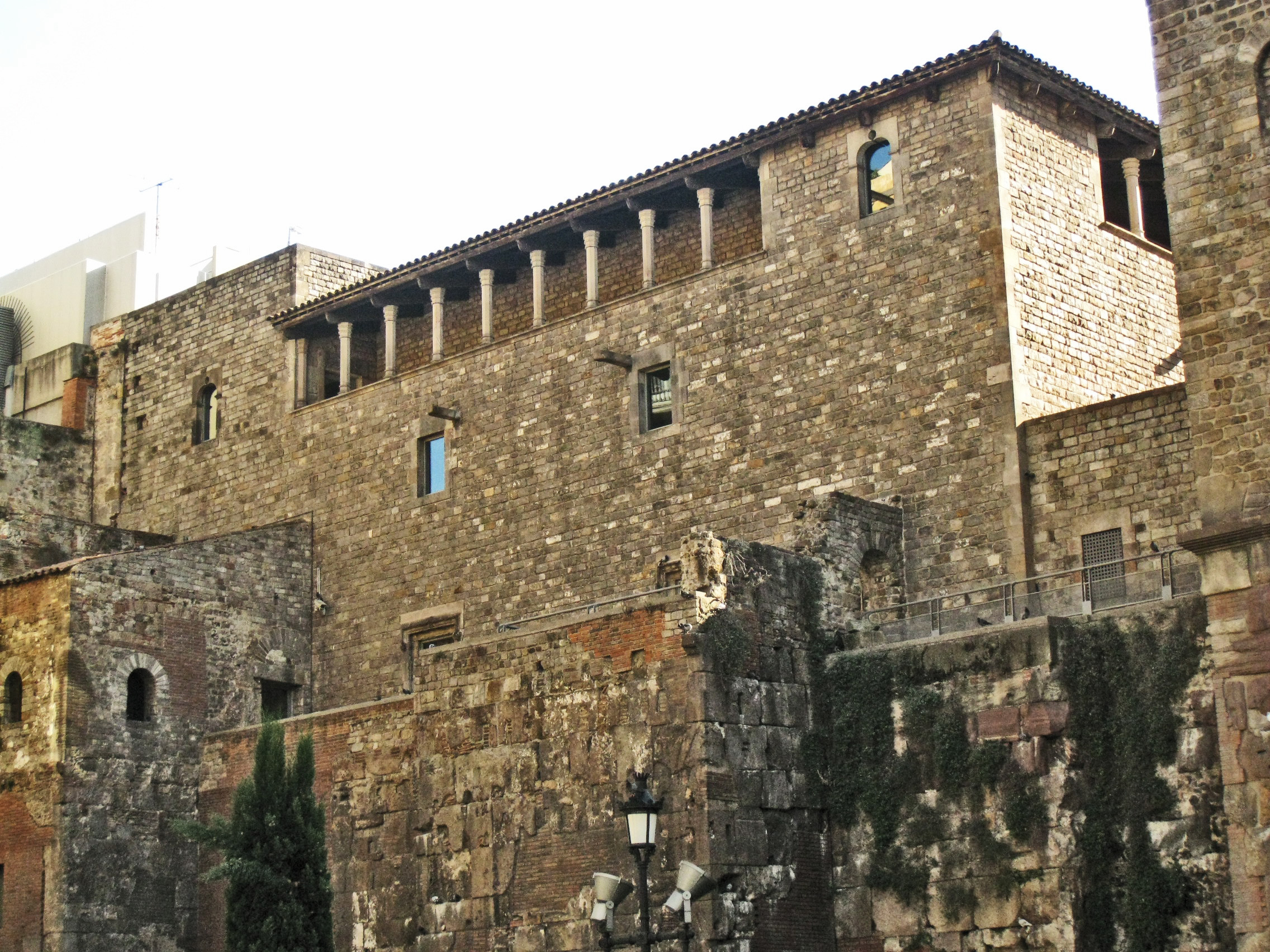
Будинок Паделлас (15 століття)

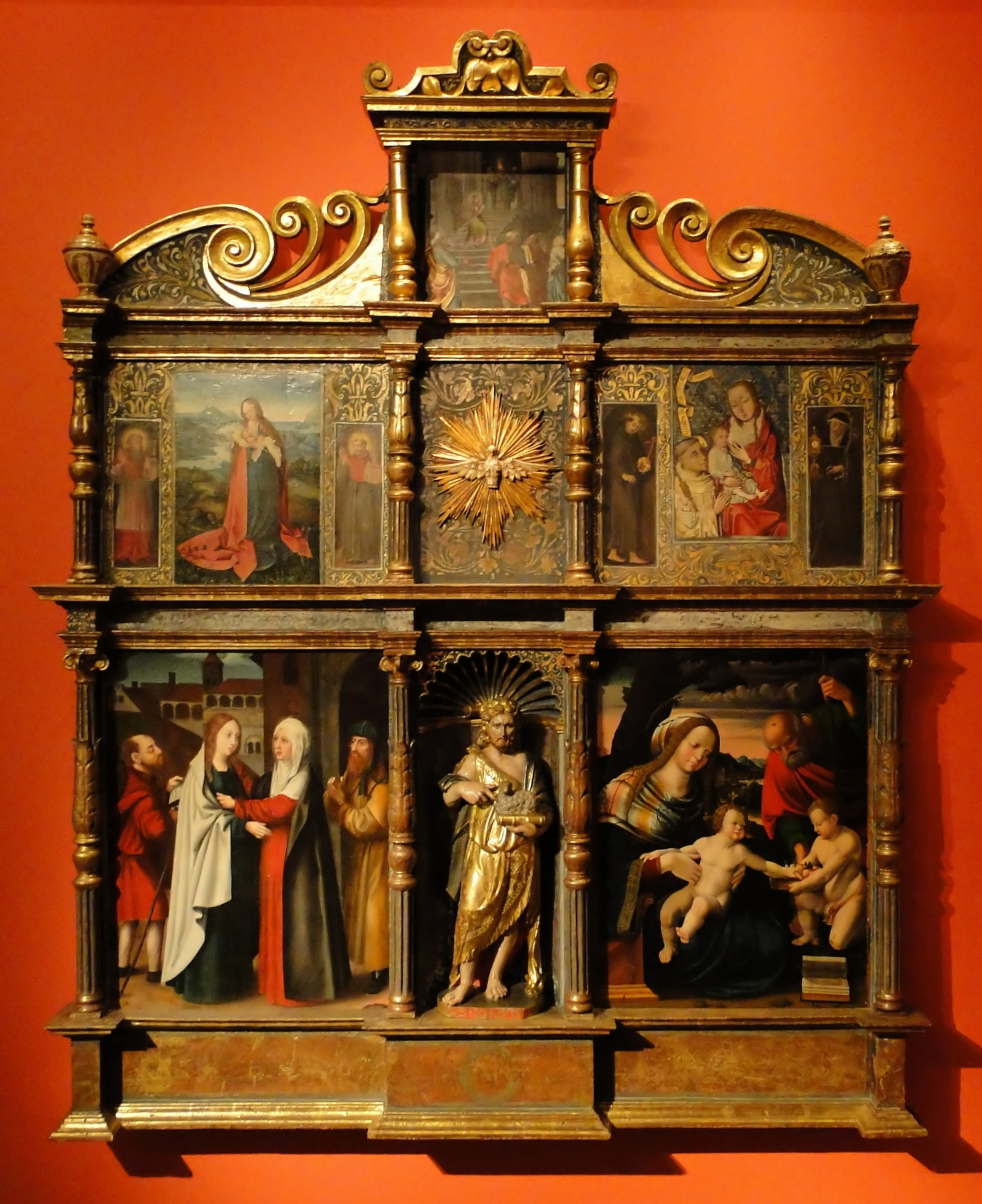
Поліптіх в музеї монастиря Педралбес

Музей історії міста Барселона офіційно був відкритий в 1943 році. У 1988 році музей перетворився на цілий музейний ансамбль, об'єднавши в собі кілька історичних об'єктів.

## Опис
Включає Монументальний ансамбль Плаза дель Рей, Храм Августа, Via Sepulcral (римські поховання), Санта-Катаріна, музей-монастир Педралбес, будинок-музей Вердаге, Вілла Жоана, Укриття 307, Туро-де-ла-Ровіра і розважальний центр в парку Гуель. Разом узяті, ці об'єкти охоплюють спадщину більше двох тисяч років.
Спеціалізація музею — зберігання, дослідження та документування історичної спадщини Барселони.
Музей історії міста Барселона був задуманий як продовження самого міста з його вулицями, скверами і будівлями, де відвідувачі можуть спостерігати за плином часу і за історичними особистостями, які багатьма століттями створювали те, що зараз є сучасною Барселоною.
Музей історії міста розташований в готичному будинку, а частина експонатів — під площею дель Рей (лат. plaça del Rei). В 1931 році були знайдені залишки стародавнього поселення свідчать про більш ніж двохтисячолітню історію міста. Ліфтом можна опуститися під землю та побачити руїни Римської Барселони і римські лазні, залишки систем водопроводу і каналізації.
Основна колекція музею — павільйон Барселони — був представлений на Всесвітній виставці в Барселоні в 1929 році.
Колекції музею відрізняє різноманітність матеріалів, археологічні знахідки, що охоплюють період від неоліту і до наших днів. Музей володіє колекцією римських портретів, знайдених при розкопках римських міст, римські і єврейські написи, вироби з золота та срібла, глиняний посуд, скульптури, монети та інші археологічні знахідки. З неархеологічних експонатів в музеї можна побачити картини, гравюри, меблі, медалі, зброю та ін.